# 라스트 솔져스: 최후의 결전
《라스트 솔져스 : 최후의 결전》(Кiборги: Герої не вмирають, Cyborgs : Heroes Never Die)는 우크라이나에서 제작된 아크텐 세이타 블라예프 감독의 2017년 전쟁 영화이다. 비아체슬라브 도브첸코 등이 주연으로 출연하였다.

## 출연

### 주연
- 비아체슬라브 도브첸코
- 로만 야시노프스키
- 마카 티코미로포

## 제작 및 개봉
영화의 절반의 경우 미화 1,800,000 달러 제작비를 우크라이나 정부가 제공하였으며 우크라이나 국방부와 General Staff of the Ukrainian Armed Forces로부터 상당한 지원을 제공받았다.
이 영화의 최초 공식 티저 예고편은 2017년 8월 15일 공개되었다.
이 영화는 2017년 12월 7일 개봉되었다.